# Філіп Глова
Філіп Глова (15 лютого 1988, Кошиці) — словацький футбольний арбітр. З 2014 року судить матчі у Словацькій Суперлізі. Арбітр УЄФА та ФІФА з 2016 року.

## Суддівська кар'єра
17 травня 2014 року Глова відсудив свій перший матч у чемпіонаті Словаччини. У матчі між Жиліна та Тренчин 0–1 арбітр тричі показав жовту картку.
Свій перший міжнародний матч на рівні збірних Філіп відсудив 6 червня 2016 року, коли збірна Польщі зіграла внічию 0–0 з Литвою. У цьому матчі Глова показав п'ять жовтих карток.
Глова був лайнсменом у команді Івана Кружляка на молодіжному чемпіонаті Європи у Польщі у 2017 році. На юнацькому чемпіонаті Європи 2019 року у Вірменії він судив два групові матчі.
Глова судив фінал Кубка Словаччини 2020 року.